# كيليمانجارو (أغنية)
كيليمانجارو (بالفرنسية: Kilimandjaro)‏ ومعروف أيضا بـ "Les Neiges du Kilimandjaro" أغنية فرنسية شهيرة للمغنّي باسكال دانيل. للأغنية نسخ بالألمانية والإسبانية، والإيطالية والبرتغالية، ولها نجاح في القارة الأوروبية، في بلدان الشرق الأوسط وأسيا وبلالأخص اليابان.